# Romano Viola
Romano Viola (* 20. April 1941 in Villadossola, Piemont) ist ein italienischer Regionalpolitiker in Südtirol.

## Politische Laufbahn
Nach einem Studium der Philosophie arbeitete Viola als Lehrer für Geschichte und Philosophie am Humanistischen Gymnasium „Giosuè Carducci“ in Bozen. 1961 begann er sich im Partito Comunista Italiano (PCI) zu engagieren; in den 1970er-Jahren war er Provinzialsekretär der Schulgewerkschaft im Gewerkschaftsbund CGIL. In der Legislaturperiode 1980–1985 vertrat Viola den PCI im Gemeinderat von Bozen. 1988 gelang ihm der Einzug in den Regionalrat Trentino-Südtirol und damit gleichzeitig in den Südtiroler Landtag. Viola vollzog in dieser Legislaturperiode 1991 den italienweiten Übergang des PCI zum post-kommunistischen Partito Democratico della Sinistra (PDS) mit. Gegen Ende der Legislaturperiode 1993 bekleidete er das Amt des Südtiroler Landtagspräsidenten.
1993 wurde Viola bei den Regional- und Landtagswahlen für eine zweite Legislaturperiode bestätigt und in der Folge als erster Südtiroler Regionalpolitiker des ehemaligen PCI Mitglied der Südtiroler Landesregierung, in der er im Kabinett Durnwalder II die Ressorts Personal, Industrie und Berufsbildung in italienischer Sprache verwaltete. Seine zunehmende Anlehnung an die Politik der Südtiroler Volkspartei führte 1996 schließlich zu Violas Bruch mit dem PDS und der Gründung der Ein-Mann-Fraktion Autonomia Dinamica. Nachdem sich eine angestrebte Kandidatur des italienischsprachigen Viola auf der Liste der ethnischen Sammelpartei SVP als nicht realisierbar abzeichnete, verzichtete Viola 1998 auf eine erneute Kandidatur und schied aus der aktiven Politik aus. Für einige Jahre kehrte er daraufhin an das Liceo Carducci zurück.

## Werke
- (gemeinsam mit Hartmann Gallmetzer) Meine Heimat Südtirol – mein Vaterland Italien. Ein Gespräch mit Romano Viola. Athesia, Bozen 1999, ISBN 978-88-8266-050-5.

italienisch: Il disagio di un autonomista. Intervista a Romano Viola. Athesia, Bozen 1999, ISBN 978-88-8266-051-2.